# Caïd (comics)
Pour les articles homonymes, voir Caïd (homonymie) et Fisk.
Wilson Fisk, alias le Caïd (« Kingpin » en VO) est un super-vilain évoluant dans l'univers Marvel de la maison d'édition Marvel Comics. Créé par le scénariste Stan Lee et le dessinateur John Romita, Sr., le personnage de fiction apparaît pour la première fois dans le comic book Amazing Spider-Man #50 en juillet 1967.
Gangster à la tête d'une tentaculaire organisation criminelle, le Caïd est le chef de la pègre new-yorkaise. Originellement, il se distingue en tant qu'imposant super-vilain à la force colossale, sans costume ni super-pouvoir mais capable d'affronter physiquement Spider-Man de manière récurrente.
Durant les années 1980, le dessinateur et scénariste Frank Miller redéfinit le personnage dans la série Daredevil en s'inspirant des codes du film noir et du roman policier « hard-boiled ». Désormais, le Caïd est essentiellement caractérisé comme une sinistre figure criminelle qui tire les fils dans l'ombre et qui emploie divers assassins (le Tireur, Elektra, etc.) chargés d'accomplir ses basses besognes.
Bien qu'antagoniste ponctuel de Spider-Man et du Punisher, Wilson Fisk demeure l'ennemi emblématique de Daredevil, dont il détruira temporairement la réputation et la carrière après avoir découvert son identité secrète.

## Biographie du personnage

### Origines et parcours
Wilson Fisk est le descendant d’Anatoly Fiskov, un homme d’affaires russe qui a émigré aux États-Unis vers la fin du XIXe siècle, celui-ci américanisant son nom en « Fisk ».
Le jeune Wilson vit une enfance difficile dans le quartier du Lower East Side à New York. Rejeté et brimé par les autres enfants à cause de son obésité, il finit par commettre son premier meurtre dès l'âge de 12 ans. Comprenant la valeur de la force physique, il s'entraîne alors sans relâche au combat et au sumo, afin de se muscler. La pratique de ce sport l'amènera plus tard à faire de nombreux voyages au Japon. En complément de son entraînement physique, Fisk s'intéresse aussi à différents domaines, notamment les sciences politiques, s'éduquant par lui-même en fréquentant les bibliothèques et autres lieux de savoir.
Il commence sa carrière criminelle en tant que sbire de bandits plus haut placés que lui puis, vers l'âge de quinze ans, prend la tête d'un groupe d'adolescents dont ceux qui l'avaient harcelé plus jeune, se délectant à les vaincre physiquement en leur montrant sa supériorité. Utilisant les techniques qu'il a apprises par son étude du jeu politique, il organise ses activités et dirige de plus en plus d'hommes de main ; c'est à ce moment qu'on commence à le surnommer « le Caïd ».
Il devient ensuite le garde du corps puis le bras droit de Don Rigoletto, un chef de la pègre de New York ; il assassine ce dernier et prend sa place, devenant le chef de la mafia new-yorkaise et l'une des figures les plus puissantes du monde interlope. Il poursuit son ascension, commettant ses crimes de façon suffisamment intelligente pour ne jamais se faire prendre, faisant toujours en sorte de garder une image publique respectable.
Par la suite, il rencontre Vanessa (en) qu'il épouse et avec qui il a un fils, Richard (en), qu'il espère voir lui succéder à la tête de son organisation. Lorsque Vanessa découvre ses activités, elle lui demande de ne pas mêler leur fils à ses affaires louches ; Fisk accepte.
Afin d'asseoir son pouvoir, il tue le criminel nommé Crazy Horse mais celui-ci a une fille, Maya Lopez (la future Echo) que Fisk prend sous son aile et adopte. Il voit en elle un grand potentiel, bien que la jeune fille soit sourde, et arrive à obtenir sa loyauté envers lui. Il combat ensuite pour la première fois le héros Spider-Man et lutte également contre une organisation criminelle rivale, la Maggia.
Son fils Richard, qui ne savait pas que son père était un criminel jusqu'à ce qu'il entre au lycée, informe ses parents après avoir décroché son diplôme qu'il part voyager à travers l'Europe. Quelques mois après son départ, ceux-ci apprennent que Richard, en colère après avoir appris la vérité sur les activités de son père, est mort dans un accident de ski. Cependant, il s'avère que Richard Fisk était toujours en vie, mais qu'il se faisait passer pour un seigneur du crime rival connu sous le nom du Comploteur (« Schemer » en VO), avec l'intention de renverser son père comme pivot du crime. Fisk lutta contre le Comploteur, qui se révéla être Richard déguisé, et combattit Spider-Man lors de cette rencontre. À la suite de la révélation de la trahison de son fils, Fisk tomba gravement malade, restant prostré dans un état catatonique et aux soins de son épouse, ainsi que de son fils revenu à la raison. Finalement, Richard réussit à réanimer Fisk mais celui-ci reprend sa place de criminel. Richard Fisk se fait ensuite connaître sous l'identité du criminel la Rose (en).
À un moment donné, le Caïd devient le directeur d'une branche d'HYDRA à Las Vegas.
Plus tard, à la demande de Vanessa, Fisk accepte de se débarrasser de son empire criminel. Auparavant, il tente une fois de plus de tuer Spider-Man, mais échoue, avant de se retirer du crime organisé. Pour mener à bien son changement, Fisk accepte de remettre des dossiers incriminant ses anciens lieutenants aux autorités. Quelque temps après, son épouse est enlevée par ses ex-lieutenants qui veulent le faire chanter afin qu'il leur remette les documents ; malheureusement, Lynch, son ancien bras droit qui était persuadé que Fisk allait revenir dans le milieu, fait exploser le bâtiment dans lequel Vanessa était séquestrée ; celle-ci est présumée morte. Par la suite, Fisk vit sa première confrontation avec Daredevil et devient son pire ennemi.
Le Caïd revient alors à une vie de criminel. Il reprend le contrôle de la mafia new-yorkaise en arrivant à convaincre les chefs mafieux du Midwest qu'il maintiendra la côte Est stable, ceux-ci lui permettant alors de bouger. Il parvient également à obtenir la loyauté du tueur à gages le Tireur (Bullseye) en lui promettant un travail régulier. Ses dossiers compromettants sont pris par Daredevil ; le Caïd l'encourage à les remettre à la police, ce qui lui permettrait de remplacer les chefs criminels arrêtés de manière beaucoup plus rapide, mais Daredevil les garde pour lui, afin de ralentir les plans du Caïd.
Le Caïd manipule ensuite Daredevil pour lutter contre l'organisation criminelle la Main et soutient secrètement la candidature de Randolph Cherryh au poste de maire de New York. Il engage Elektra comme son assassin. Mais Daredevil trouve Vanessa vivante, bien qu'amnésique, et la rend au Caïd en échange de son abandon au soutien de Cherryh. En guise de vengeance, le Caïd envoie Elektra tuer l'avocat Foggy Nelson, un ami proche de Daredevil. Elektra échoue et est éliminée par le Tireur.
C'est alors que le Caïd apprend l'identité secrète de Daredevil, qui n'est autre que celle de l'avocat Matt Murdock, grâce à un renseignement transmis par son ex-petite-amie Karen Page, devenue toxicomane et une actrice de films pornographiques à la dérive. Après avoir vérifié l'information (et fait éliminer tous les intermédiaires jusqu'à lui), le Caïd utilise son influence pour détruire consciencieusement la vie civile et professionnelle de Murdock. Grâce au faux témoignage d'un policier corrompu, il fait radier Murdock du barreau, saisir ses revenus et fait sauter son appartement. Par la suite, Murdock tombe dans la déchéance et manque de mourir noyé dans l'East River à bord d'un taxi, mais échappe de peu à cet assassinat déguisé. Amoureux des résultats de son propre projet, Fisk devient de plus en plus obsédé par Daredevil. Cela le conduit, entre autres événements, à faire brutaliser le journaliste du Daily Bugle Ben Urich (en) (un ami de Murdock), envoyer ses hommes attaquer plusieurs policiers et lâcher le psychopathe meurtrier Nuke dans le quartier de Hell's Kitchen pour affronter Daredevil. Nuke est finalement stoppé par les Vengeurs, arrivés sur place. Ce dernier incident entraîne la mort de dizaines de personnes, pour lesquelles le Caïd sera impliqué. Bien qu'il évite la prison, sa réputation est détruite.
Par la suite, Fisk ordonne l'exécution de la famille de Peter Parker ; la tante de celui-ci, May Parker est grièvement blessée par un sniper envoyé par Fisk. Peu de temps après, l'avocat Matt Murdock découvre Vanessa agonisante lors d'un voyage à l'étranger, celle-ci étant atteinte d'un cancer en phase terminale. En souvenir de Vanessa, Fisk et Murdock cessent leur duel ; Wilson quitte New York et se rend sur la tombe de son épouse décédée. Wilson Fisk était désormais veuf.
Le Caïd est alors pris pour cible par le justicier le Punisher. Mais, en dépit des alliés que ce dernier recrute, celui-ci ne peut parvenir jusqu’au Caïd et, lorsque le fils de son coéquipier Microchip trouve la mort, le Punisher renonce à s’attaquer directement à Fisk. Pendant ce temps, un membre de l'organisation criminelle de de Fisk, Oswald P. Silkworth, surnommé l’Arrangeur, tente d’étendre l’empire criminel du Caïd vers le sud, utilisant le mutant appelé le Persuadeur pour contrôler le Punisher et envoyer ce dernier tuer les frères Lobo, deux chefs de gangs rivaux du Caïd. L’intervention de Spider-Man empêche le Punisher de les tuer ; ceux-ci décident ensuite de se rendre à New York pour se venger du Caïd.
Peu de temps après, le Caïd s’associe à d’autres grands criminels, tous manipulés par le dieu asgardien du mensonge Loki, afin d’organiser une série d’attaques contre la communauté héroïque, au cours des événements appelés les « Actes de Vengeance ». Les six criminels — le Caïd, Crâne rouge, le Docteur Fatalis, Magnéto, le Mandarin et le Sorcier — recrutent d’innombrables autres criminels pour combattre des héros peu habitués à leurs pouvoirs. Mais les manipulations de Loki sont découvertes par les Vengeurs, qui attaquent ensuite la cachette secrète des cerveaux criminels. Le Caïd prend alors la fuite, bien déterminé à ne plus nouer de telles alliances infructueuses.

### Secret Empire
Alors que Manhattan est coincé sous un dôme magique créé par le Darkhold, le Caïd aide ses habitants en les protégeant des pillards, en faisant bien en sorte qu'ils n'oublient pas qui les a sauvés. Il apporte ensuite son aide à Doctor Strange, Spider-Woman et Ben Urich (en), notamment en fonçant sur le dieu ancien Pluorgg avec sa limousine. En partie du fait de ses actions, il est élu maire de New York, malgré son passé.

### King in Black/Devil's Reign
Lors de l'invasion de la Terre par Knull et ses Symbiotes, le Caïd créé sa propre équipe des Thunderbolts pour défendre sa ville.
En vue de se faire réélire maire de New York, il fait interdire les super-héros et cherche à contrôler la population grâce au pouvoir de soumission de l'Homme-pourpre. Vaincu par les héros, il se fait passer pour mort et s'enfuit avec sa nouvelle épouse, Typhoid Mary.

## Personnage

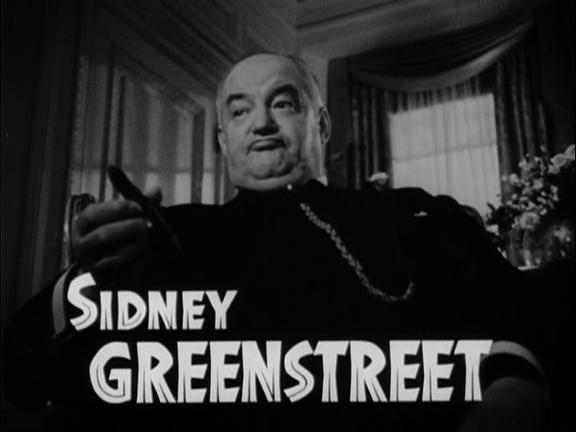
Sydney Greenstreet dans Le Faucon maltais en 1941.

### Création
Stan Lee et John Romita Sr. créèrent le personnage du Caïd en juillet 1967, en s'inspirant apparemment de la prestation de l'acteur Sydney Greenstreet dans Le Faucon maltais, avec son rôle de Kasper Gutman.

### Apparence
Le Caïd est un homme chauve de grande taille, large d'épaules et de très forte corpulence. Vêtu de costumes bien coupés à l'allure couteuse, il a l'apparence d'un homme d'affaires caricatural. Il manie souvent un cigare ou un porte-cigarette et se sert parfois d'une canne de marche.

### Pouvoirs, capacités et équipement
Wilson Fisk est une personne intelligente et cultivée, ayant suivi des études en sciences politiques. Bien qu'il soit capable d'affronter physiquement Spider-Man, ce qui présupposerait logiquement une force surhumaine, il n'a apparemment aucun super-pouvoir. Après sa « recréation » par Frank Miller, le Caïd apparaît comme un génie du crime plus subtil, préférant laisser agir ses sbires et demeurer derrière la scène, tout en donnant occasionnellement de sa personne.
Génie criminel et stratège expert, le Caïd a montré des compétences certaines en tant qu'organisateur de réseaux criminels. Du fait de ses talents et de son charisme personnel en tant que chef de la pègre new-yorkaise, il emploie ou a employé de nombreux hommes de main, que ce soient des tueurs à gages (humains et surhumains) ou des scientifiques qui l’ont servi loyalement par peur, par respect, par attachement ou par un mélange des trois.
- Le Caïd est un expert en arts martiaux, notamment le sumo. Malgré son allure obèse, il possède une force extraordinaire, sa graisse masquant une épaisse musculature. Il possède également des connaissances en ju-jitsu et aikido[1].
- Combattant habile et brutal, il n'hésite pas à affronter lui-même ses ennemis et se montre capable de tuer un homme de ses mains nues sans difficultés. Il a ainsi projeté un homme à travers une pièce, écrasé à mains nues le crâne d’un homme ou brisé un lance-toiles de Spider-Man sans gros efforts[1].
- Sa corpulence le protège également de plusieurs types de blessures, lui donnant une sorte de « rembourrage » contre les attaques pénétrantes (coups de poing, poignards, etc.), qui restent chez lui relativement superficielles[1]. De plus, il porte souvent sous son costume un vêtement en kevlar pour se protéger des balles de petit et moyen calibre[1].
- Bien qu'utilisant peu d’armes par lui-même, il a parfois utilisé une canne de marche dans laquelle avait été inséré un petit laser émettant des pulsations de 300 watts sur de courtes distances, permettant au Caïd de vaporiser une arme à feu. L'arme pouvait aussi émettre un jet concentré de gaz étourdissant. Par ailleurs, l’épingle en diamant de sa cravate contient le même type de gaz, mais à un niveau plus concentré, efficace uniquement sur un ennemi en face de lui[1].

## Apparitions dans d'autres médias
Sauf indication contraire, les informations mentionnées dans cette section peuvent être confirmées par la base de données cinématographiques IMDb,  présente dans la section « Liens externes ».

### Films
Interprété par Michael Clarke Duncan
- 2003 : Daredevil réalisé par Mark Steven Johnson - Wilson Fisk est un impitoyable seigneur du crime qui dirige dans l'ombre la pègre new-yorkaise. Il était autrefois un homme de main du mafieux Eddie Fallon et avait notamment été impliqué dans l'assassinat du boxeur « Battlin » Jack Murdock, le père de Matthew Murdock. Après avoir exécuté quelqu'un, il a toujours eu pour credo de déposer une rose sur la dépouille de sa victime en signe de respect. Il loue les services du tueur à gages Bullseye pour assassiner Nikolas Natchios, un milliardaire qui voulait fuir le milieu de la pègre.

Doublé par Liev Schreiber
- 2018 : Spider-Man: New Generation, réalisé par Peter Ramsey, Bob Persichetti et Rodney Rothman - Wilson Fisk est toujours présenté comme toujours un leader de la mafia de New York. Cependant, il est en pleine dépression à la suite de la perte de son épouse Vanessa Fisk et de leur enfant Richard dans un accident de la circulation. Obsédé par l'idée de les ressusciter grâce au multivers, il participe à de nombreuses expériences du Dr Octopus afin de ramener leurs variants dans sa dimension. Dans un excès de colère, il élimine Spider-Man de ses propres mains sous les yeux de Miles Morales après que ce dernier ait affirmé que sa famille était morte et que ses tentatives de la ramener étaient vaines.

### Télévision
- 1994-1998 : Spider-Man, l'homme-araignée (série d'animation) - doublé en anglais par Roscoe Lee Browne.
- 2003 : Spider-Man : Les Nouvelles Aventures (série d'animation) - doublé en anglais par Michael Clarke Duncan.

Interprété par John Rhys-Davies
- 1989 : Le Procès de l'incroyable Hulk (téléfilm) – Le personnage est appelé par son vrai nom et n'utilise pas son surnom de Caïd.

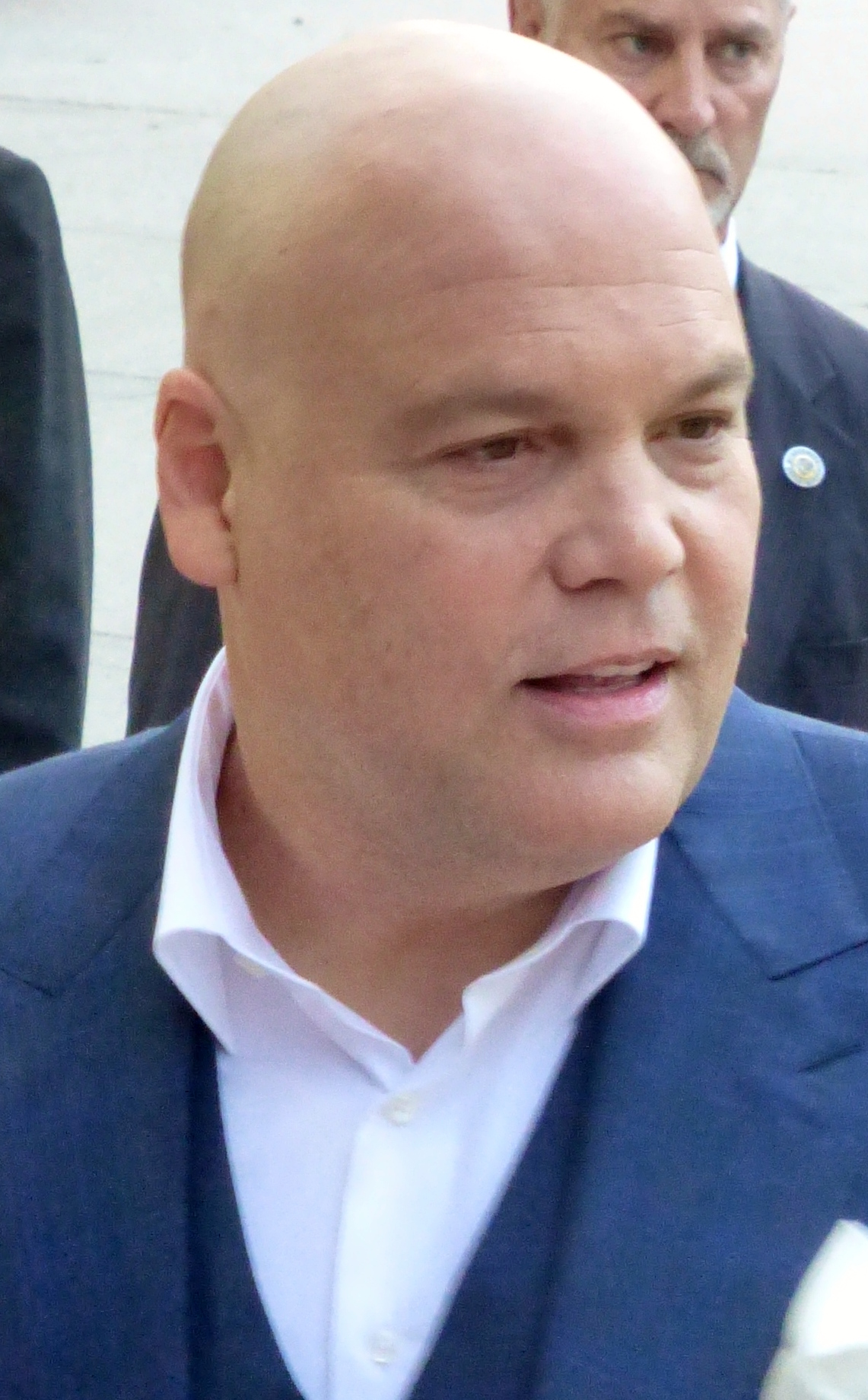
L'acteur Vincent D'Onofrio incarne Wilson Fisk dans la série Daredevil (2015).

Interprété par Vincent D'Onofrio dans l'univers cinématographique Marvel
- 2015-2018 : Daredevil (série télévisée)
- 2021 : Hawkeye (série télévisée)
- 2024 : Écho (série télévisée)
- 2025 : Votre fidèle serviteur Spider-Man (série télévisée d'animation)
- 2025 : Daredevil: Born Again (série télévisée)

### Jeux vidéo
Le personnage du Caïd apparaît dans plusieurs jeux vidéo.
- The Amazing Spider-Man vs. The Kingpin (1991)
- The Punisher (2005)
- Spider-Man : Bataille pour New York (2006)
- Spider-Man 3 (2007)
- Spider-Man : Le Règne des ombres (2008)
- Marvel Super Hero Squad Online (en) (2011)
- Marvel Heroes (2013)
- Lego Marvel Super Heroes (2013)
- The Amazing Spider-Man 2 (2014)
- Marvel's Spider-Man (2018)
- Marvel's Spider-Man: Miles Morales (2020)
- Marvel Snap (2022)